# Lijst van voetbalinterlands Noord-Macedonië - Spanje
Deze lijst van voetbalinterlands is een overzicht van alle officiële voetbalwedstrijden tussen de nationale teams van Noord-Macedonië (het land speelde tussen 1993 en 2019 onder de naam Macedonië) en Spanje. De landen speelden tot op heden zeven keer tegen elkaar, te beginnen met een kwalificatiewedstrijd voor het Europees kampioenschap voetbal 1996 op 12 oktober 1994 in Skopje. Het laatste duel, een kwalificatiewedstrijd voor het Wereldkampioenschap voetbal 2018, werd gespeeld in Skopje op 11 juni 2017.

## Wedstrijden
| № | Plaats   | Datum            | Competitie           | Wedstrijd          | Uitslag |
| - | -------- | ---------------- | -------------------- | ------------------ | ------- |
| 1 | Skopje   | 12 oktober 1994  | EK 1996 kwalificatie | Macedonië – Spanje | 0 – 2   |
| 2 | Elche    | 15 november 1995 | EK 1996 kwalificatie | Spanje – Macedonië | 3 – 0   |
| 3 | Skopje   | 12 augustus 2009 | Vriendschappelijk    | Macedonië – Spanje | 2 – 3   |
| 4 | Valencia | 8 september 2014 | EK 2016 kwalificatie | Spanje − Macedonië | 5 − 1   |
| 5 | Skopje   | 8 september 2015 | EK 2016 kwalificatie | Macedonië − Spanje | 0 − 1   |
| 6 | Granada  | 12 november 2016 | WK 2018 kwalificatie | Spanje − Macedonië | 4 − 0   |
| 7 | Skopje   | 11 juni 2017     | WK 2018 kwalificatie | Macedonië − Spanje | 1 − 2   |

## Samenvatting
| Competitie        | Totaal gespeeld | Winst Noord-Macedonië | Gelijk | Winst Spanje | Doelsaldo Noord-Macedonië – Spanje |
| ----------------- | --------------- | --------------------- | ------ | ------------ | ---------------------------------- |
| WK-kwalificatie   | 2               | 0                     | 0      | 2            | 1 − 6                              |
| EK-kwalificatie   | 4               | 0                     | 0      | 4            | 1 − 11                             |
| Vriendschappelijk | 1               | 0                     | 0      | 1            | 2 − 3                              |
| Totaal            | 7               | 0                     | 0      | 7            | 4 − 20                             |

## Details

### Vierde ontmoeting
| EK 2016 kwalificatie (scheidsrechter Anastasios Sidiropoulos, Valencia, 8 september 2014):                                                                         |              | |
| Spanje | 5 – 1        | Macedonië |
| Sergio Ramos 16' (pen.) Paco Alcácer 17' Sergio Busquets 45+3' David Jiménez Silva 50' Pedro Rodríguez Ledesma 90+1'                                               | goals        | 28' (pen.) Agim Ibraimi |
| Vicente del Bosque | bondscoach   | Boško Đurovski |
| Iker Casillas Sergio Ramos 68' Juanfran Raúl Albiol Jordi Alba Cesc Fàbregas David Jiménez Silva Sergio Busquets Koke 77' Pedro Rodríguez Ledesma Paco Alcácer 57' | opstellingen | Tome Pačovski Vanče Šikov Ardian Cuculi Daniel Mojsov Stefan Ristovski 74' Besart Abdurahimi 64' Stefan Spirovski Agim Ibraimi Adis Jahović Aleksandar Trajkovski 46' Ezgjan Alioski |
| Isco 57' Munir El Haddadi 77' Marc Bartra 68' | wissels      | 46' Muhamed Demiri 64' Marjan Radeski 74' Krste Velkoski |
| Raúl Albiol 25' Koke 36' Cesc Fàbregas 83' | gele kaarten | 14' Stefan Ristovski 26' Besart Abdurahimi |
| - Debuut van Munir El Haddadi (FC Barcelona) voor Spanje. |              | |

### Vijfde ontmoeting
| EK 2016 kwalificatie (scheidsrechter Paolo Tagliavento, Skopje, 8 september 2015):                                                                                                 |              | |
| Macedonië | 0 – 1        | Spanje |
| | goals        | 8' (e.d.) Tome Pačovski |
| Ljubinko Drulović | bondscoach   | Vicente del Bosque |
| Tome Pačovski Vanče Šikov Vladica Brdarovski Kire Ristevski Stefan Aškovski 77' Leonard Žuta Nikola Gligorov Milovan Petrović Ferhan Hasani Mirko Ivanovski 69' Marjan Radeski 85' | opstellingen | David de Gea Daniel Carvajal Sergio Ramos Gerard Piqué Juan Bernat Sergio Busquets 69' Santi Cazorla 78' Isco Juan Mata David Jiménez Silva 62' Diego Costa |
| Aleksandar Trajkovski 69' Enis Bardi 77' Agim Ibraimi 85' | wissels      | 62' Paco Alcácer 69' Koke 78' Andrés Iniesta |
| Milovan Petrović 33' | gele kaarten | 30' Diego Costa 47' Sergio Busquets |

FFM · A-internationals · Bondscoaches · Statistieken · Macedonisch vrouwenelftal · Olympisch elftal · Noord-Macedonië U21 · Noord-Macedonië U20 · Noord-Macedonië U19 · Noord-Macedonië U18 · Noord-Macedonië U17 · Noord-Macedonië U16
1993 – 1999 ·
2000 – 2009 ·
2010 – 2019 ·
2020 − 2029
EK 2020
1993 · 
1994 · 
1995 · 
1996 · 
1997 · 
1998 · 
1999 · 
2000 · 
2001 · 
2002 · 
2003 · 
2004 · 
2005 · 
2006 · 
2007 · 
2008 · 
2009 · 
2010 · 
2011 · 
2012 · 
2013 · 
2014 · 
2015 · 
2016 ·
2017 ·
2018 ·
2019 ·
2020 ·
2021 ·
2022 ·
2023
Albanië ·
Andorra ·
Angola ·
Armenië ·
Australië ·
Azerbeidzjan ·
Bahrein ·
België ·
Bosnië en Herzegovina ·
Bulgarije ·
Canada ·
China ·
Cyprus ·
Denemarken ·
Duitsland ·
Ecuador ·
Egypte ·
Engeland ·
Estland ·
Faeröer ·
Finland ·
Georgië ·
Gibraltar ·
Hongarije ·
Ierland ·
IJsland ·
Iran ·
Israël ·
Italië ·
Jamaica ·
Joegoslavië ·
Kameroen ·
Kazachstan ·
Kosovo ·
Kroatië ·
Letland ·
Libanon ·
Liechtenstein ·
Litouwen ·
Luxemburg ·
Malta ·
Moldavië ·
Montenegro ·
Nederland ·
Nigeria ·
Noorwegen ·
Oekraïne ·
Oman ·
Oostenrijk ·
Paraguay ·
Polen ·
Portugal ·
Qatar ·
Roemenië ·
Rusland ·
Saoedi-Arabië ·
Schotland ·
Servië ·
Slovenië ·
Slowakije ·
Spanje ·
Tsjechië ·
Turkije ·
Verenigde Staten ·
Wales ·
Wit-Rusland · 
Zuid-Korea ·
Zweden
Nederland (2021) · 
Oekraïne (2021) · 
Oostenrijk (2021)
RFEF · A-internationals · Selecties · Bondscoaches · Spaans vrouwenelftal · Olympisch elftal · Spanje U21 · Spanje U20 · Spanje U19 · Spanje U18 · Spanje U17 · Spanje U16 · Vrouwen U17
1920 – 1929 ·
1930 – 1939 ·
1940 – 1949 ·
1950 – 1959 ·
1960 – 1969 ·
1970 – 1979 ·
1980 – 1989 ·
1990 – 1999 ·
2000 – 2009 ·
2010 – 2019 ·
2020 − 2029
EK's: 1964 · 
1980 · 
1984 · 
1988 · 
1996 · 
2000 · 
2004 · 
2008 · 
2012 · 
2016 · 
2020 · 
2024
WK's: 1934 · 
1950 · 
1962 · 
1966 · 
1978 · 
1982 · 
1986 · 
1990 · 
1994 · 
1998 · 
2002 · 
2006 · 
2010 · 
2014 · 
2018 · 
2022
OS: 1920 ·
1924 · 
1928 · 
1968 · 
1976 · 
1980 · 
1992 · 
1996 · 
2000 · 
2012 ·
2020
1920 · 
1921 · 
1922 · 
1923 · 
1924 · 
1925 · 
1926 · 
1927 · 
1928 · 
1929 · 
1930 · 
1931 · 
1932 · 
1933 · 
1934 · 
1935 · 
1936 · 
1937 · 1939 · 1940 · 
1941 · 
1942 · 
1943 · 1944 · 
1945 · 
1946 · 
1947 · 
1948 · 
1949 · 
1950 · 
1952 · 
1952 · 
1953 · 
1954 · 
1955 · 
1956 · 
1957 · 
1958 · 
1959 · 
1960 · 
1961 · 
1962 · 
1963 · 
1964 · 
1965 · 
1966 · 
1967 · 
1968 · 
1969 · 
1970 · 
1971 · 
1972 · 
1973 · 
1974 · 
1975 · 
1976 · 
1977 · 
1978 · 
1979 · 
1980 · 
1981 · 
1982 · 
1983 · 
1984 · 
1985 · 
1986 · 
1987 · 
1988 · 
1989 · 
1990 · 
1991 · 
1992 · 
1993 · 
1994 · 
1995 · 
1996 · 
1997 · 
1998 · 
1999 · 
2000 · 
2001 · 
2002 · 
2003 · 
2004 · 
2005 · 
2006 · 
2007 · 
2008 · 
2009 · 
2010 · 
2011 · 
2012 · 
2013 ·
2014 ·
2015 ·
2016 ·
2017 ·
2018 ·
2019 ·
2020 ·
2021 ·
2022
Albanië ·
Algerije ·
Andorra ·
Argentinië ·
Armenië ·
Australië ·
Azerbeidzjan ·
België ·
Bolivia ·
Bosnië en Herzegovina ·
Brazilië ·
Bulgarije ·
Canada ·
Chili ·
China ·
Colombia ·
Costa Rica ·
Cyprus ·
DDR ·
Denemarken ·
Duitsland ·
Ecuador ·
Egypte ·
El Salvador ·
Engeland ·
Estland ·
Equatoriaal-Guinea · 
Faeröer ·
Finland ·
Frankrijk ·
GOS ·
Georgië ·
Griekenland ·
Haïti ·
Honduras ·
Hongarije ·
Ierland ·
IJsland ·
Irak ·
Iran ·
Israël ·
Italië ·
Ivoorkust ·
Japan ·
Joegoslavië ·
Jordanië ·
Kosovo ·
Kroatië ·
Letland ·
Liechtenstein ·
Litouwen ·
Luxemburg ·
Malta ·
Marokko ·
Mexico ·
Nederland ·
Nieuw-Zeeland ·
Nigeria ·
Noord-Ierland ·
Noord-Macedonië ·
Noorwegen ·
Oekraïne ·
Oostenrijk ·
Panama ·
Paraguay ·
Peru ·
Polen ·
Portugal ·
Puerto Rico ·
Roemenië ·
Rusland ·
San Marino ·
Saoedi-Arabië ·
Schotland ·
Servië ·
Servië en Montenegro ·
Slovenië ·
Slowakije ·
Sovjet-Unie ·
Tahiti ·
Tsjechië ·
Tsjecho-Slowakije ·
Tunesië ·
Turkije ·
Uruguay ·
Venezuela ·
Verenigde Staten ·
Wales ·
Wit-Rusland ·
Zuid-Afrika ·
Zuid-Korea ·
Zweden ·
Zwitserland
Australië (2014) ·
Brazilië (2013) ·
Chili (2010) ·
Chili (2014) ·
Costa Rica (2022) ·
Duitsland (2008) ·
Duitsland (2022) ·
Engeland (1982) ·
Engeland (2024) ·
Frankrijk (1984) ·
Frankrijk (2006) ·
Frankrijk (2012) ·
Frankrijk (2021) ·
Griekenland (2008) ·
Honduras (2010) ·
Ierland (2012) ·
Iran (2018) ·
Italië (2008) ·
Italië (2012, 1) ·
Italië (2012, 2) ·
Italië (2016) ·
Italië (2021) ·
Japan (2022) ·
Kroatië (2012) ·
Kroatië (2021) ·
Marokko (2018) ·
Marokko (2022) ·
Nederland (2010) ·
Nederland (2014) ·
Oekraïne (2006) ·
Paraguay (2002) ·
Polen (2021) ·
Portugal (2012) ·
Portugal (2018) ·
Rusland (2008, 1) ·
Rusland (2008, 2) ·
Rusland (2018) ·
Saoedi-Arabië (2006) ·
Slovenië (2002) ·
Slowakije (2021) ·
Sovjet-Unie (1964) ·
Tsjechië (2016) ·
Tunesië (2006) ·
Turkije (2016) ·
West-Duitsland (1982) ·
Zuid-Afrika (2002) ·
Zweden (2008) ·
Zweden (2021) ·
Zwitserland (2010) ·
Zwitserland (2021)